# Peggy Provost

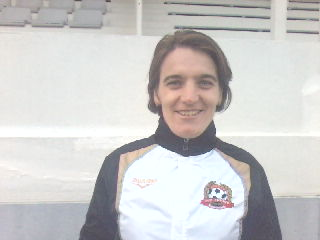
Provost (2014)

Peggy Provost (* 19. September 1977 in Bourg-en-Bresse) ist eine ehemalige französische Fußballspielerin; nach Beendigung ihrer aktiven Karriere arbeitet sie als Trainerin und Verbandsfunktionärin.

## Vereinskarriere
Peggy Provost kam 1992 als 14-Jährige zur Frauenfußballabteilung des Racing Club Flacé-Mâcon. 1993 schloss sie sich dem Sporting Club Caluire, einem der ältesten französischen Frauenfußballvereine, an und wuchs dort bald in die erste Mannschaft. Einen Titel konnte die 1,65 m große Abwehrspielerin dort allerdings nicht gewinnen; dies gelang ihr erst, als sie 1996 zum Juvisy FCF wechselte, mit dem sie ein knappes Jahr später die französische Frauenmeisterschaft gewann. Anschließend fand sie im Ausbildungszentrum des nationalen Fußballverbands, dem INF Clairefontaine, Aufnahme und spielte währenddessen bei CO Les Ulis, einem kleinen Verein aus der südwestlichen Peripherie von Paris. 1999 kehrte sie zu Juvisy FCF zurück, für den sie bis 2009 aktiv war. Mit deren Frauschaft gewann sie 2003 und 2006 (unter anderem an der Seite von Sandrine Soubeyrand, Laëtitia Tonazzi, Marinette Pichon und Élise Bussaglia) zwei weitere Landesmeisterinnentitel sowie 2005 auch den französischen Frauenpokal (Challenge de France), wenngleich sie im Endspiel fehlte.

## Als Nationalspielerin
Zwischen Februar 1998, als die Nationaltrainerin Élisabeth Loisel sie in einer Freundschaftspartie gegen England erstmals in der A-Nationalelf einsetzte, und September 2006 hat Peggy Provost 91 A-Länderspiele für die Bleues bestritten und dabei auch zwei Treffer erzielt. Sie war, meist als Außenverteidigerin, schnell zur Stammspielerin geworden, und als die Französinnen sich für die Europameisterschaft 2001 in Deutschland qualifiziert hatten, gehörte sie zu Loisels endgültigem Aufgebot. Doch aufgrund einer Ende Mai und somit kurz vor Endrundenbeginn erlittenen, schweren Verletzung an Kreuzband und Meniskus musste Provost doch noch absagen. Diese Verletzung kostete sie ein Jahr ihrer Karriere; erst Mitte April 2002 kam sie wieder zu einem Länderspiel.
Dafür stand sie bei der Weltmeisterschaft 2003 in den USA ebenso im französischen Aufgebot wie bei der Europameisterschaft 2005 in England. In beiden Turnieren, in denen Frankreich jeweils in der Vorrunde ausschied, bestritt sie alle drei Spiele.

## Leben nach der Spielerzeit

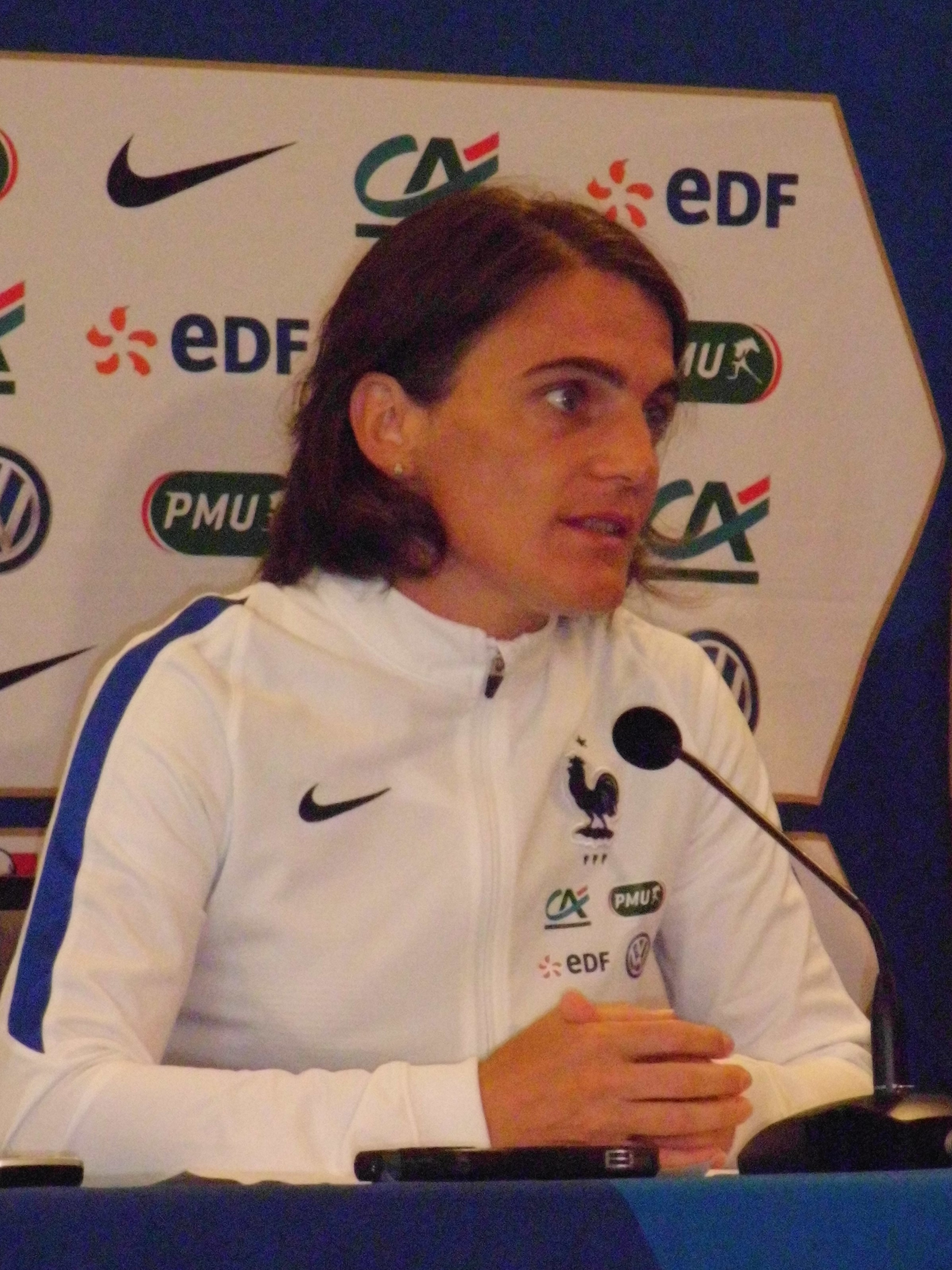
Peggy Provost 2017 in einer Pressekonferenz während der EM in den Niederlanden

Peggy Provost trainierte die U-19-Mädchen des Juvisy FCF, die sie 2012 in das Endspiel der Challenge U-19, dem landesweiten A-Jugend-Pokalwettbewerb und weiblichen Pendant der Coupe Gambardella, führte. Im Dezember 2012 wurde sie als Nachfolgerin von Marilou Duringer für zunächst vier Jahre in die 20-köpfige Haute Autorité du Football (HAF), das höchste Kontrollorgan des französischen Fußballverbandes FFF, gewählt. Im Oktober 2016 nahm sie Olivier Echouafni, der neue Trainer der A-Frauschaft Frankreichs, als Co-Trainerin in seinen Betreuerstab auf, und sechs Monate später wurde Peggy Provost für weitere vier Jahre im Amt als Mitglied der HAF bestätigt.
Als Echouafni Anfang September 2017 von Corinne Diacre abgelöst wurde, endete das Nationalmannschaftskapitel auch für Peggy Provost. Ein halbes Jahr später wurde sie zur Trainerin der nationalen Militärauswahl der Frauen berufen, die den 2016 unter Élisabeth Loisel gewonnenen Weltmeistertitel im Juni 2018 in den USA verteidigen sollte, was aber nicht gelang.
Seit Oktober 2019 war sie Cheftrainerin der französischen Auswahl der U-16-Mädchen. Als die französische U-17 bei der Jahrgangs-Weltmeisterschaft im Oktober 2022 bereits in der Gruppenphase sieglos ausschied, wurde sie zur Nachfolgerin von Cécile Locatelli bestimmt. Ein gutes halbes Jahr später führte sie Frankreichs B-Juniorinnen zum Gewinn der Europameisterschaft.

## Palmarès
Als Spielerin
- Französische Meisterin: 1997, 2003, 2006
- Französische Pokalsiegerin: 2005
- 91 A-Länderspiele (2 Tore) für Frankreich

Als Trainerin
- U-17-Europameisterin: 2023